# Baumannabdruck
Als Baumannabdruck bezeichnet man ein Verfahren zum Nachweis von Schwefel und dessen Verteilung im Stahl. Das Verfahren wird zur Erkennung von Bereichen mit hoher Schwefelkonzentration eingesetzt. Die Schwefelkonzentrationen entstehen durch Entmischungsvorgänge beim Abkühlen des Stahls, sogenannte Blockseigerungen. 

## Durchführung
Zur Prüfung des Stahls wird ein in verdünnte Schwefel- oder Salzsäure getränktes Foto- oder Bromsilberpapier auf eine angeschliffene Fläche des Prüflings gepresst. Je nach Stahlsorte beträgt die Kontaktzeit etwa 30 Sekunden bis zu mehreren Minuten. Die Reaktion der Säure mit den im Metallstück enthaltenen Sulfiden lässt Schwefelwasserstoff entstehen, der in der Silberschicht des Testpapiers zu schwarzem Silbersulfid reagiert. Das Silbersulfid bewirkt eine mehr oder weniger starke (Braun-)Färbung des Fotopapiers. Nach einer Fixierung wie in der Fotografie kann dieses Abbild zur Dokumentation verwendet werden. Dadurch werden Vergleiche und Bewertungen der Stahlqualität möglich.